# Amentet
Amentet (jinak též Ament, Amentent, Imentit nebo Imentet; ve významu Ona západu) byla staroegyptskou bohyní západu. Byla zobrazována jako žena v bílých šatech a na hlavě měla sedícího sokola. Ač nebyla nikdy oficiálně uctívána, zmínky o ní se objevují v mnoha chvalozpěvech i v pasážích Egyptské knihy mrtvých.

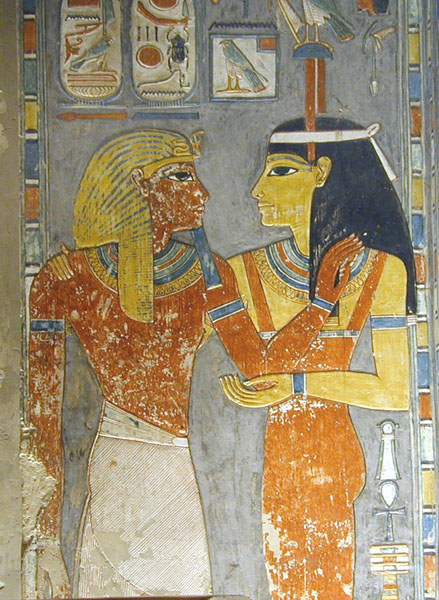
Amentet (vpravo) zdravící faraona Haremheba v jeho hrobce

Byla bohyní zemí na západ od Egypta, reprezentovala též nekropole západně od Nilu. Byla družkou boha Akena, jenž byl průvodcem Rea na jeho každodenní plavbě skrz podsvětí a ochránce jeho noční lodi Mesektet.